# 陈建飚
陈建飚（1964年3月—），男，汉族，台湾人，中华人民共和国政治人物。现任广东省建筑设计研究院有限公司党委副书记，台盟广东省委副主委。第十四届全国政协委员。